# Kanton Rijsel-6
Kanton Rijsel-6 (Frans: Canton de Lille-6) is een kanton in het Franse Noorderdepartement. Het kanton maakt deel uit van het arrondissement Rijsel. Het kanton Rijsel-6 bestaat uit 9 gemeenten en een gedeelte van de gemeente Rijsel (Frans: Lille). Het kanton is in 2015 gevormd uit de voormalige kantons: kanton Lomme (7 gemeenten) en het kanton Haubourdin (2 gemeenten).

## Gemeenten
Het kanton Rijsel-6 bevat de volgende gemeenten:
- Beaucamps-Ligny
- Englos (Nederlands: Engelo)
- Ennetières-en-Weppes
- Erquinghem-le-Sec (Nederlands: Erkegem)
- Escobecques (Nederlands: Schobeek)
- Hallennes-lez-Haubourdin
- Loos
- Santes
- Sequedin
- Rijsel (Frans: Lille) (gedeeltelijk) (hoofdplaats)
- Het gedeelte van de gemeente Rijsel bevat de voormalige gemeente Lomme dat met Rijsel is geassocieerd.